# Gottfried von Weißeneck
Gottfried von Weißeneck († 1362) war von 1342 bis 1362 der 45. Bischof von Passau.

## Leben und Wirken
Er entstammte einer Kärntner Ministerialenfamilie, die damals zu einer bedeutenden Rolle in der Reichskirchenpolitik aufstieg, und war ein Verwandter des Salzburger Erzbischofs Ortolf von Weißeneck und des Seckauer Bischofs Ulrich von Weißeneck.
Gottfried von Weißeneck studierte in Bologna. 
Er baute die alte Residenz durch Zubauten und Befestigungen aus.
1344 bestätigt er den Stiftungsakt zur Erhebung der Pfarrei Gallspach. Im Jahre 1354 erteilte er dem Ort Kreuzberg das wichtige Marktrecht. Er erhebt 1359 den Ort Hauzenberg zum „gefreiten Markt“ und verleiht ihm die damit verbundene „Ehhaft“ und den Freiheitsbrief. Die damals genehmigten Märkte finden heute noch statt. Dort wird auch die „seit langer Zeit“ bestehende Pfarrkirche St. Vitus genannt.
Nach der Errichtung einer Kirche, wurde die Pfarrei Wegscheid im Jahr 1360 durch ihn zum Markt erhoben.
Bereits im Jahre 1358 veranstaltete Fürstbischof Gottfried von Weißeneck das größte mittelalterliche Turnier. 160 Ritter ermittelten in Hacklberg ihren Besten.
1360 verpfändete der Passauer Bischof Gottfried von Weißeneck Burg Schalenberg bei Kleinzell im Mühlkreis.